# میدان الشجره

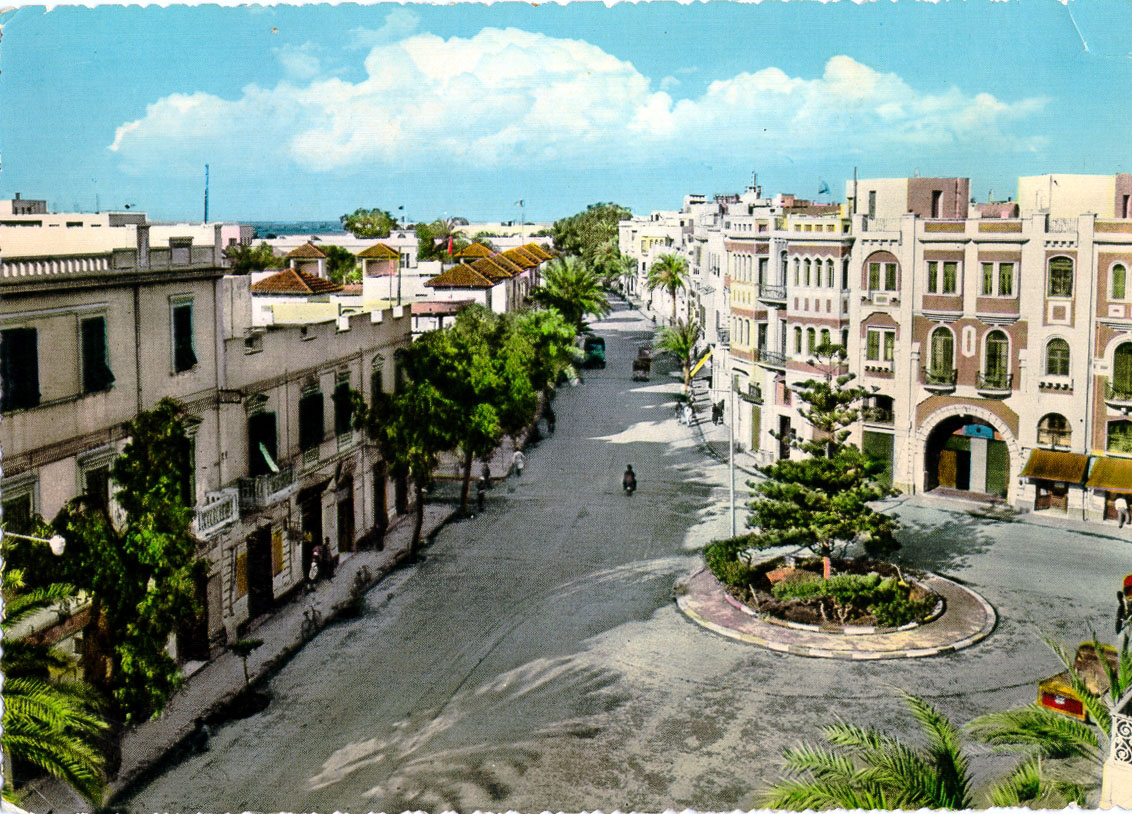
میدان الشجره بنغازی, در سال۱۹۶۴.

میدان الشجره یکی از میدان‌های مرکزی و تاریخی شهر بنغازی در کشور لیبی است.